# Чхатарпур (округ)
Чхатарпур (хинди छतरपुर जिला; англ. Chhatarpur) — округ в индийском штате Мадхья-Прадеш. Административный центр — город Чхатарпур. Площадь округа — 8687 км². По данным всеиндийской переписи 2001 года население округа составляло 1 474 723 человека. Уровень грамотности взрослого населения составлял 53,3 %, что ниже среднеиндийского уровня (59,5 %). Доля городского населения составляла 22 %. На территории округа расположен индуистский храмовый комплекс Кхаджурахо.